# Adolphe Quetelet

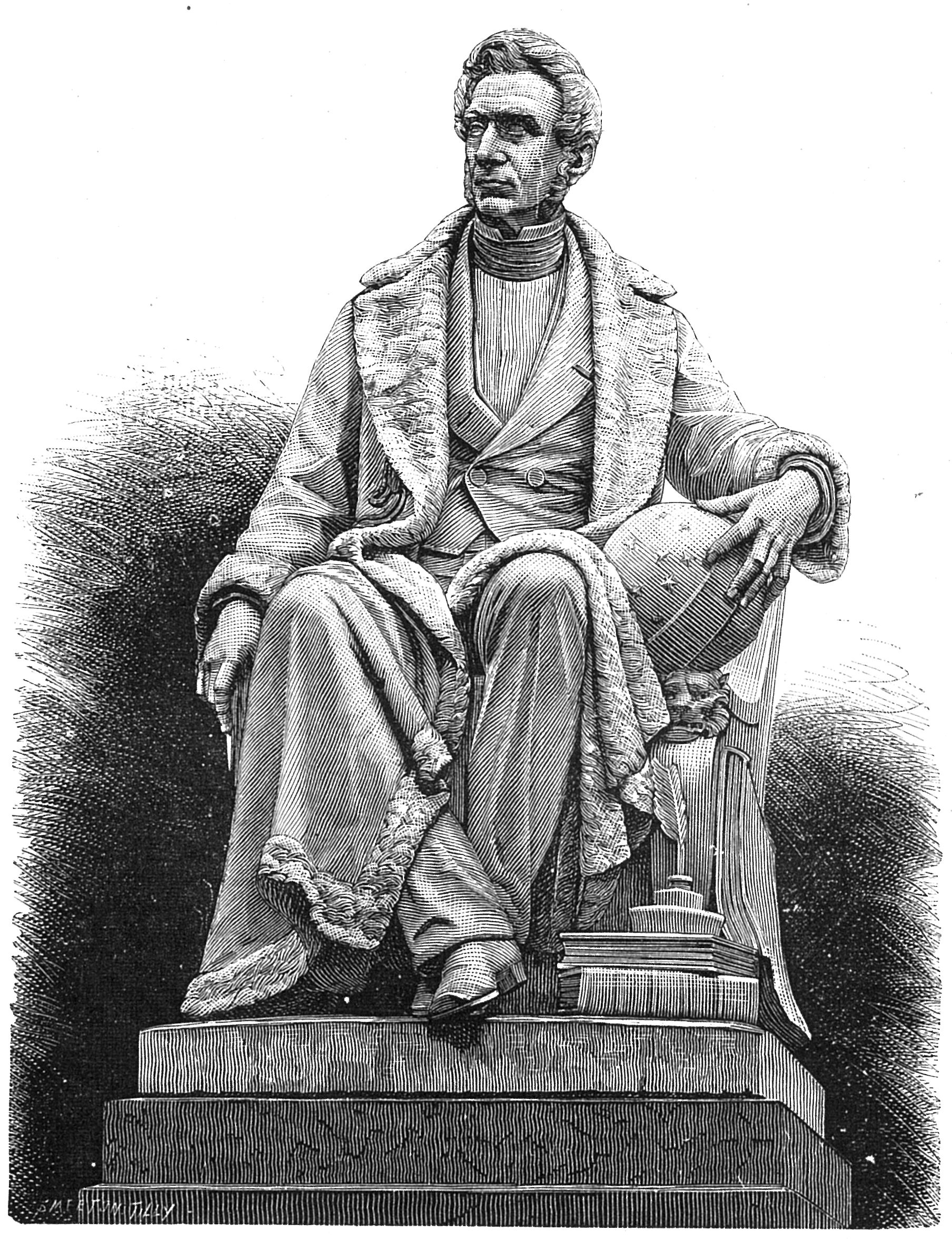
Statue d'Adolphe Quetelet : gravure de Joseph Smeeton et Auguste Tilly.

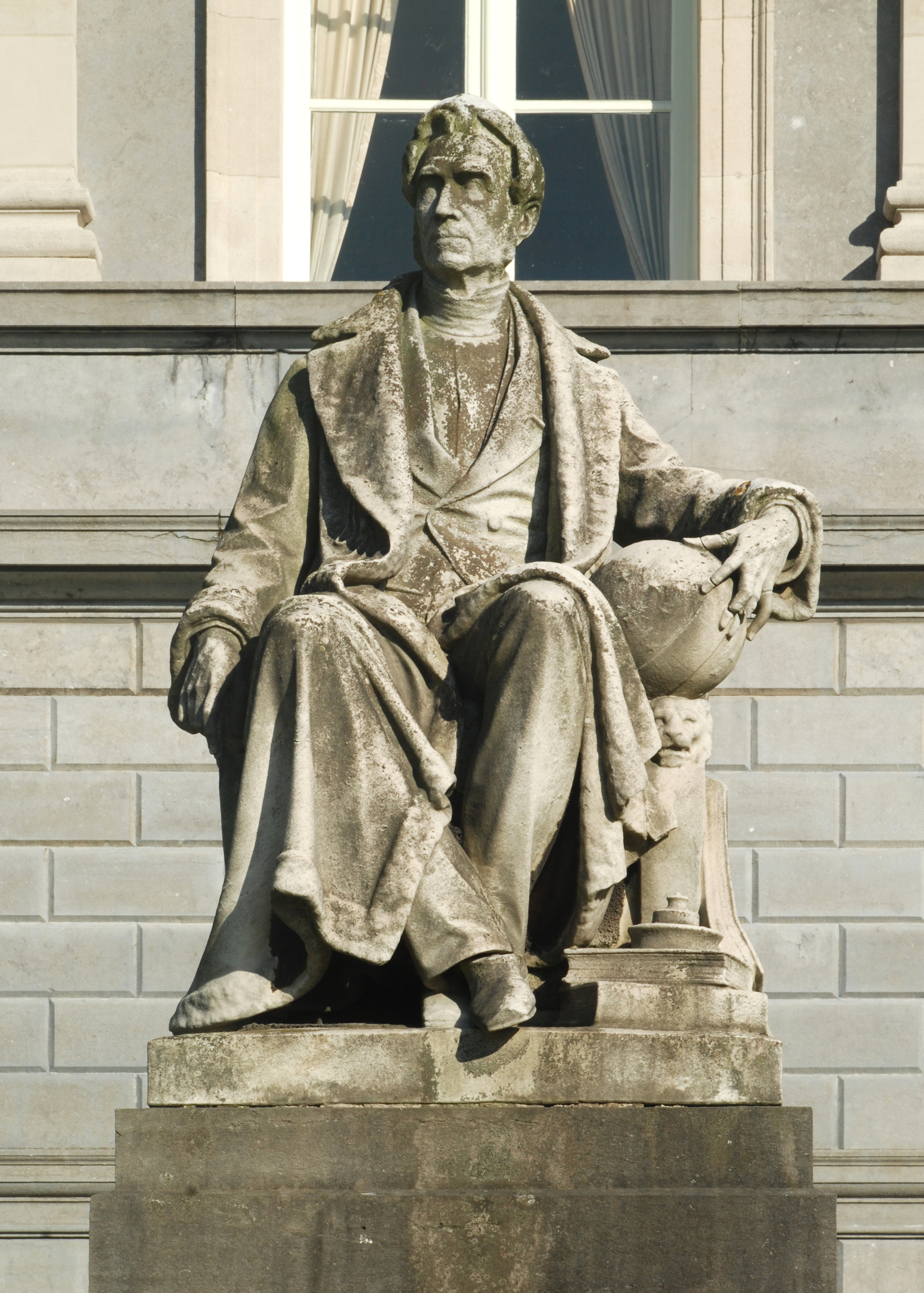
Statue d'Adolphe Quetelet, située devant le Palais des Académies à Bruxelles.

Adolphe Quetelet (/kətˈlɛ/), de son nom complet Lambert Adolphe Jacques Quetelet, né à Gand le 22 février 1796 et mort à Bruxelles le 17 février 1874, est un mathématicien, astronome, naturaliste et statisticien belge, précurseur de l'étude démographique et fondateur de l'observatoire royal de Belgique.
Poète à ses heures, il fut membre de la Société de littérature de Bruxelles et plus tard membre-fondateur de la Société des douze.

## Biographie
Adolphe Quetelet, né à Gand le 22 février 1796, est le fils de François Quetelet et d'Anne-Françoise Van de Velde. Il est d'origine française par son père né en 1750 à Ham, en Picardie, qui fut d'abord durant dix ans secrétaire de lord Caher, puis franc-mercier à Gand dont il devint bourgeois en 1790 et enfin sous la République française administrateur municipal, mort en 1803. Son père avait épousé en 1791 à Saint-Bavon Anne-Françoise Van de Velde, qui était originaire de Wavre, dans le duché de Brabant, où elle était née en 1766. Veuve, elle épousa à Gand le 2 août 1806 en secondes noces le cuisinier puis quincaillier Stanislas Lannuyer, originaire de Creil, dans l'Oise. Elle mourra à Bruxelles en 1848. Mélanie Lannuyer, née à Gand, issue du second mariage d'Anne Françoise Van de Velde, épousera à Bruxelles en 1833 le peintre Jean-Baptiste Madou.
Adolphe Quetelet épouse à Bruxelles le 20 septembre 1824 Cécile Curtet, née le 1er novembre 1801 à Bruxelles et y décédée le 20 mars 1858, fille du médecin français Antoine Curtet et de son épouse Barbe-Marie-Josèphe Van Mons (° Bruxelles 1776 - + Bruxelles 1819), la sœur du savant Jean-Baptiste Van Mons. Du mariage d'Adolphe naîtront Ernest Adolphe François Quetelet, né en 1825 à Bruxelles qui épousera à Schaerbeek en 1869 Cédonie Lecaille, de Marbais, ainsi que Marie Isaure Quetelet, née en 1826 à Bruxelles, qui épousera l'artiste peintre Paul Jean Charles Clays, né en 1817 à Bruges, qui résidait à la rue Royale à Bruxelles.
Il fait ses études secondaires au lycée de Gand. Il débute ensuite une carrière dans l'enseignement. En 1814, il est nommé professeur de mathématiques au Collège de Gand. Il est ensuite reçu docteur en sciences mathématiques à l'université de Gand en 1819 pour une thèse sur la théorie des sections coniques et est nommé la même année professeur de mathématiques à l'Athénée Royal de Bruxelles.
Il se spécialise ensuite dans l'astronomie. En 1823, il visite l'Observatoire de Paris où il rencontre François Arago et Alexis Bouvard. Il est influencé par Laplace, Poisson, ainsi que Fourier et Villermé avec qui il étudie la statistique qu'il élèvera au rang de science.
Membre fondateur de la première Société des douze en 1824, il privilégie une action légaliste, par le développement des sciences, pour agir en fonction du Sud du royaume, qui deviendra la Belgique.
En 1828, il réussit à persuader les autorités et à lever des fonds publics et privés pour créer à Bruxelles un observatoire qu'il dirige à partir de 1832. Pendant la révolution belge de 1830, il visite les observatoires italiens. En 1834, il devient secrétaire perpétuel de l'Académie royale de Belgique.
En 1836, alors que réseau ferré se développe rapidement, le gouvernement belge le charge de mettre en place une quarantaine de méridiennes réparties sur tout le territoire afin de synchroniser la marche du temps dans le royaume. Il en fera rapport au ministre de l'intérieur dans un complément au Moniteur belge du 10 février 1839,. Une dizaine de méridiennes, dont certaines sont encore fonctionnelles aujourd'hui, ont été réalisées.
Adolphe Quetelet crée plusieurs sociétés et journaux de statistique, dont les Transactions of the Statistical Society of London en 1837. Il est particulièrement impliqué dans la création d'une coopération internationale entre statisticiens.
Il préside le premier congrès international de statistique qui se tient à Bruxelles en 1853. La même année, il participe à la Première conférence maritime internationale à Bruxelles visant à favoriser les échanges de données météorologiques. Cette coopération débouche sur l’Organisation météorologique internationale en 1873.
Il était correspondant ou membre de nombreuses sociétés scientifiques, littéraires et artistiques.
À la suite de son décès à Bruxelles le 17 février 1874 à l'Observatoire royal, ses funérailles avec les honneurs militaires sont célébrées à la cathédrale Saints-Michel-et-Gudule de Bruxelles le 20 février 1874. Il est inhumé au cimetière de Bruxelles.

## Contributions

### Psychologie
Quetelet fonde l’approche différentielle en psychologie. Avec Francis Galton, il montre que les différences entre les individus se répartissent habituellement selon la courbe de Gauss. Le caractère mesuré est expliqué par la rencontre d’un très grand nombre de facteurs simples répartis dans la population selon les lois de la probabilité.

### Mathématique
Il est l'auteur avec Dandelin des théorèmes qui relient les définitions de coniques (sections planes d'un cône) avec celle d'ellipse (hyperbole), ensemble des points dont la somme (différence) des distances à deux points fixes est constante, ainsi que celle des trois coniques définies comme ensemble des points dont le rapport des distances à un point (foyer) et une droite (directrice) est une constante appelée excentricité. Ces théorèmes sont connus aussi sous l'appellation de « théorèmes belges ».
Quetelet est le premier à utiliser la courbe normale autrement que comme répartition d'erreurs, entre autres dans des méthodes de moindres carrés.

### Statistique
Dans Sur l'homme et le développement de ses facultés, essai d'une physique sociale, Quetelet présente sa conception de « l'homme moyen » comme valeur centrale autour de laquelle les mesures d'une caractéristique humaine sont groupées suivant une courbe normale. L'homme moyen est une réalité sui generis, différente des individus. Quetelet s'oppose ainsi au nominalisme de Guillaume d'Ockham. Quetelet distingue trois types de moyennes, reprises par Alphonse Bertillon : la moyenne objective, qui correspond à un objet réel, soumis à un certain nombre de mesures ; la moyenne subjective, résultat du calcul d’une tendance centrale, dans le cas où la distribution obéit à la loi binomiale (courbe de Gauss) ; le troisième cas, qui ne mérite pas vraiment le nom de moyenne, s’appelle moyenne arithmétique, afin de marquer le fait que c’est une pure fiction, n’obéissant pas à la loi binomiale (la hauteur des toits d’une rue), ne justifiant pas la création d’un type moyen.
A l'Exposition universelle de 1851 à Londres, il regrette le manque de liaisons entre démographes, et, avec ses amis William Farr (1807-1883) et Charles Babbage (1791-1871), il met sur pied un congrès international de statistique où seront discutées toutes les questions sur la statistique et la population. Le premier congrès se tient à Bruxelles en 1853 avec 250 participants belges et étrangers, et est suivi de huit autres, tous les deux ou trois ans,.
Ses études sur la consistance numérique des crimes suscitèrent une large discussion entre liberté et déterminisme social. Comme son homologue français André-Michel Guerry, il rassemble et analyse pour son gouvernement les statistiques sur le crime et la mortalité, améliorant ainsi le système de recensement. Il apporte des améliorations dans les prises de sanctions. Son travail suscite d'ailleurs une grande controverse parmi les sociologues du XIXe siècle.
On lui doit le système de mesure internationale de l'obésité, connu sous le nom d'indice de Quetelet, ou encore Indice de masse corporelle, une grandeur qui permet d'estimer la corpulence d’une personne.

### Astronomie
En 1815, le Congrès de Vienne réunit la Belgique (l'ancienne Principauté de Liège et les Pays-Bas autrichiens) et le royaume de Hollande, et crée le royaume uni des Pays-Bas (1815-1830).
Le nouveau roi Guillaume Ier accorde les premiers budgets pour la construction de l'Observatoire à deux pas de la Porte de Schaerbeek, au milieu du Boulevard du Jardin botanique. Mais apprenant que Quetelet est professeur de mathématiques et non astronome, le bâtiment reste inachevé.
Après les combats de la Révolution belge de 1830, l'Observatoire semble irrécupérable. Quetelet a bien cru que son rêve de devenir astronome allait s'achever. À la suite des pillages commis, l'Observatoire semble détruit. Tout est à refaire. Le directeur de l'Observatoire de Paris forme Quetelet à son nouveau métier pendant le temps des travaux.
À l'Observatoire royal de Bruxelles, il travaille sur les données géophysiques et météorologiques. Il étudie les pluies de météores et établit des méthodes de comparaison et d'évaluation des données.
L’observatoire était pourvu notamment d’un cercle mural d' Edward Troughton et William Simms ainsi que de deux horloges de précision. Parmi les observations réalisées grâce à ces instruments, on peut citer la détermination des coordonnées de l’Observatoire, la différence de longitude entre les observatoires de Bruxelles et de Greenwich, l’observation d’occultation d’étoiles par la Lune ainsi que des passages de Mercure devant le Soleil.

## Hommages et distinctions
En 1970, l'Union astronomique internationale a attribué le nom de Quetelet à un cratère lunaire.
Les distinctions suivantes lui ont été décernées :
- Grand officier de l'ordre de Léopold (Belgique)
- Grand-croix avec collier de l'ordre impérial de la Rose du Brésil.
- Grand cordon de l'ordre de Saint Stanislas (Russie impériale).
- Commandeur de l'ordre de Sainte-Anne (Russie impériale).
- Modèle:Déco Grand Officier de l'ordre des Saints-Maurice-et-Lazare (Italie).
- Grand officier de l'ordre de la Couronne (Prusse).
- Commandeur de l'ordre du Lion néerlandais (Pays-Bas).
- Commandeur de l'ordre du Christ (Portugal).
- Commandeur de l'ordre de Saint-Jacques (Portugal).
- Commandeur de l'ordre de la Maison Ernestine de Saxe.
- Commandeur de l'ordre de François-Joseph d'Autriche.
- Chevalier de la Légion d'honneur (France).
- Chevalier de l'ordre de Dannebrog (Danemark).
- Chevalier de l'ordre royal de l'Étoile polaire (Suède).

## Principales publications
- Relation d'un voyage fait à la grotte de Han au mois d'août 1822, par MM. Kickx et Quetelet (1823)
- Recherches sur la population, les naissances, les décès, les prisons, les dépôts de mendicité, etc., dans le royaume des Pays-Bas (1827) Texte en ligne
- Positions de physique ou résumé d'un cours de physique générale, 3 vol. in-18, chez H. Tarlier, Bruxelles, 1827-1829
- Recherches statistiques sur le royaume des Pays-Bas (1829) Texte en ligne
- Astronomie élémentaire, Paris, à la Librairie scientifique et Industrielle de Malher et Cie, 1826, in-12, 331 p.
- Sur l'homme et le développement de ses facultés, ou Essai de physique sociale (2 volumes, 1835) Texte en ligne 1 2
- De l'influence des saisons sur la mortalité aux différens âges dans la Belgique (1838)
- Catalogue des principales apparitions d'étoiles filantes (1839)
- Sur l'emploi de la boussole dans les mines (1843) Texte en ligne
- Sur le climat de la Belgique (2 volumes, 1845-1851) Texte en ligne 1 2
- Du système social et des lois qui le régissent (1848)
- Sur la statistique morale et les principes qui doivent en former la base (1848)
- Mémoire sur les lois des naissances et de la mortalité à Bruxelles (v. 1850)
- Mémoire sur les variations périodiques et non périodiques de la température, d'après les observations faites, pendant vingt ans, à l'observatoire royal de Bruxelles (1853) Texte en ligne
- Histoire des sciences mathématiques et physiques chez les Belges (1864)
- Météorologie de la Belgique comparée à celle du globe (1867) Texte en ligne
- Sciences mathématiques et physiques au commencement du XIXe siècle (1867) Texte en ligne
- Sur la physique du globe en Belgique (v. 1869) Texte en ligne
- Anthropométrie, ou Mesure des différentes facultés de l'homme (1870)
- Sur les anciens recensements de la population belge (s. d.) Texte en ligne
- Théorie des probabilités, Bruxelles, A. Jamar, 1853, 104 p. (lire en ligne)
- Correspondance mathématique et physique avec Jean Guillaume Garnier, M. Hayez, imprimeur, (1825-1835) Volume 8 Texte en ligne ;  d'autres ICI.

## Héritage

### Philatélie
La Régie des postes belges émet le 16 décembre 1974 un timbre-poste à l'occasion du centenaire de la mort d'Adolphe Quetelet. Le timbre d'une valeur de dix francs est réalisé d'après une œuvre du peintre Joseph-Denis Odevaere.

### Sociétés et institutions de recherche
Plusieurs sociétés et instituts de recherche ont été nommés en hommage à Adolphe Quetelet, comme en France le Réseau Quetelet créé en 2001 (« Centre Quetelet » jusqu'en 2005) ou, en Belgique, la Adolphe Quetelet Society créée en 1952.